# Astaena cochabamba
Astaena cochabamba är en skalbaggsart som beskrevs av Frey 1973. Astaena cochabamba ingår i släktet Astaena och familjen Melolonthidae. Inga underarter finns listade.